# 舩山龍二
舩山 龍二（ふなやま りゅうじ、1940年2月6日 - ）は、日本の実業家、JTB元代表取締役会長、元社長、立教大学観光学部元教授、日本ワーキング・ホリデー協会元会長、公益財団法人日本交通公社評議員。

## 人物・経歴
1940年2月6日、山形県山形市生まれ。山形東高卒業。1962年3月、東京教育大学（現・筑波大学）理学部卒業。同年4月、日本交通公社（現JTB）入社。
国際旅行事業からその経歴をスタートさせ、海外旅行のルック販売部販売課長、国内旅行のエース課長などを歴任。経営企画室長、取締役九州営業本部長、常務人事部長などを経て1996年に代表取締役社長就任。2002年から代表取締役会長を務めた。
JTB会長と兼任して立教大学観光学部教授を務め、ツーリズム産業の発展のために後進の育成を行うとともに、日本旅行業協会（JATA）では副会長、海外旅行委員長などの要職を務め、初の大使が誕生したスロバキアには旅行会社5社とJALの協力を得て初のチャーター便を飛ばすなどの活動を行った。
日本ツーリズム産業団体連合会（TIJ）の会長を務めたほか、観光立国実現のため、観光庁の民間側の強力なパートナーが必要として、TIJと日本観光協会の合併に尽力し、日本観光振興協会の礎を築いた。
日本ワーキング・ホリデー協会会長、国土交通省の交通政策審議会委員なども務め、2008年5月には山形観光アカデミー学長に就任した。
2018年、旭日中綬章を受章。